# Balls of Fury
Balls of Fury (Pelotas en juego en Hispanoamérica) es una película de 2007 protagonizada por Dan Fogler y Christopher Walken. Fue dirigida por Ben Garant y se estrenó el 29 de agosto de 2007.

## Argumento
Cuando era niño, Randy Daytona (Brett DelBuono) jugaba tenis de mesa para los Estados Unidos en los Juegos Olímpicos de Verano de 1988. Su ansiedad aumenta cuando su padre dice que ha hecho una apuesta por él en la final, a pesar de su promesa inicial de no hacerlo. Durante su primer juego contra su oponente, Karl Wolfschtagg (Thomas Lennon), de la República Democrática Alemana, Daytona corre demasiado hacia atrás y se golpea la cabeza contra el suelo. No puede continuar, y pierde el partido. Su padre es asesinado por los usureros, los agentes de la mente maestra criminal Feng (Christopher Walken). Daytona deja de competir en el ping-pong.
Diecinueve años más tarde, ya adulto, Daytona (Dan Fogler) trabaja en el Casino Eldorado en Reno, Nevada. Después de ser desalojados del casino, Daytona se encuentra con el agente del FBI Ernie Rodriguez (George López), quien solicita su ayuda en la detención de Feng por tráfico de armas. El escondite en la selva de Feng es el sitio de un torneo de ping-pong en el mercado negro, y la invitación de Randy es un camino para que el FBI pueda infiltrarse en la organización del maestro criminal. Daytona se compromete a ayudar a capturar al hombre responsable de la muerte de su padre. Rodríguez le informa que necesita ganar algunos campeonatos para ser notado por los cazatalentos de ping- pong de Feng. Tras perder en un torneo local, Daytona es llevado a una tienda de fideos en Chinatown para ser aprendiz de un ciego llamado Wong (James Hong), que fue el exmentor de Feng, y que reconoce el talento de Daytona. 
Daytona también cumple con la sobrina de Wong, Maggie (Maggie Q). Cuando los lugareños de Chinatown destrozan la casa del Maestro Wong por violar su edicto contra la enseñanza a la gente blanca de ping pong, Daytona se ve obligado a jugar contra "El Dragón ", una niña, a cambio del derecho de Wong a permanecer en el Barrio Chino y el condado de Orange. Cuando Daytona derrota a El Dragón, los hombres de Feng toman nota de su victoria y llevan a Daytona, Rodríguez y Wong a las instalaciones de Feng. 
Daytona cómodamente vence a su primer rival, Freddy "Dedos" Wilson (Terry Crews), aunque se pone bastante nervioso al enterarse de que el torneo se rige, literalmente, por la muerte súbita, ya que el perdedor es asesinado por un dardo envenenado entregado por la mayordomo de Feng, Mahogany (Aisha Tyler). Después de que Daytona intenta infructuosamente escapar, Feng le invita a unirse a su lado, y revela que solo terminó la mitad de la formación de Wong. Dice que sería la mayor satisfacción de ganar Daytona lejos de Wong. Feng también muestra a Daytona su mesa de ping -pong especialmente modificada. Se ata con alambre a los chalecos especiales que le dan cada vez más poderosos y mortales choques eléctricos para el fracaso. 
Daytona informa a Rodríguez de la existencia de un alijo de armas ilegales que son suficientes para llevar a Feng la cárcel. Mientras Rodríguez investiga las instalaciones ocultas, Daytona derrota a numerosos opositores luchando por su vida. Al enterarse de que Wolfschtagg es su último oponente, Daytona dice a Rodríguez que quiere salir como el FBI aún no ha respondido a la señal de rastreo de Rodríguez. A continuación, llegar a un plan para herir brutalmente Randy, por lo que tiene que dejar de fumar. Sin embargo Randy cambia de opinión y va a decir que sí. Cuando Rodríguez se esconde en un cuarto de baño, Daytona lo visita en el baño para hacerle saber de su deseo de jugar contra Wolfschtagg. Pero sorprende a Rodríguez, quien rompe el brazo de Daytona, sin darse cuenta del cambio del corazón de Daytona. Feng descubre los intentos de Rodríguez para ponerse en contacto con el FBI y las fuerzas de Daytona para enfrentar a Wolfschtagg. 
Feng decide que Maggie tome el lugar de Wolfschtagg, matando a Wolfschtagg cuando este protesta. Daytona juega con una sola mano e intenta ganar tiempo . Maggie intenta perder con el propósito de sacrificarse para salvar a Daytona. Pero Daytona utiliza su experiencia de ping- pong para golpear a Maggie con el balón, quien sin éxito intenta esquivar los golpes de Daytona. Mientras, los dos deciden tratar de escapar juntos. Enfurecido, Feng ordena que ambos sean ejecutados. Mahogany le dispara el dardo venenoso a Daytona, pero Maggie lo defiende con éxito con la paleta de ping- pong. Daytona luego lanza la paleta con el dardo pegado en ella hacia Mahogany, matándola. El FBI arriva mientras los héroes tratan de escapar . Los intentos de Daytona para rescatar esclavos sexuales de Feng lleva a que las fuerzas del villano capturen a los héroes. Feng decide jugar contra Daytona para determinar cuál de los estudiantes de Wong es el jugador de ping pong superior.
Durante el juego, la secuencia de autodestrucción de la instalación está activada y Feng revela no hay interruptor. También afirma que cambió las reglas para que la pelota pueda rebotar en cualquier superficie una vez y aun así estar en juego. La secuencia de autodestrucción avanza cuenta atrás, el juego se mueve a través de varios edificios y finalmente en un puente sobre un río cercano. Wong le informa a Daytona que Feng tiene un revés débil, Feng es electrocutado y cae en el agua. Daytona y sus amigos, junto con los esclavos de Feng, escapan en la barca de Wong. Dos meses más tarde, los personajes principales se reúnen para la reapertura de la tienda reconstruida Mushu del Maestro Wong.

## Elenco
- Dan Fogler como Randy Daytona.
- James Hong como el maestro Wong.
- Christopher Walken como Feng

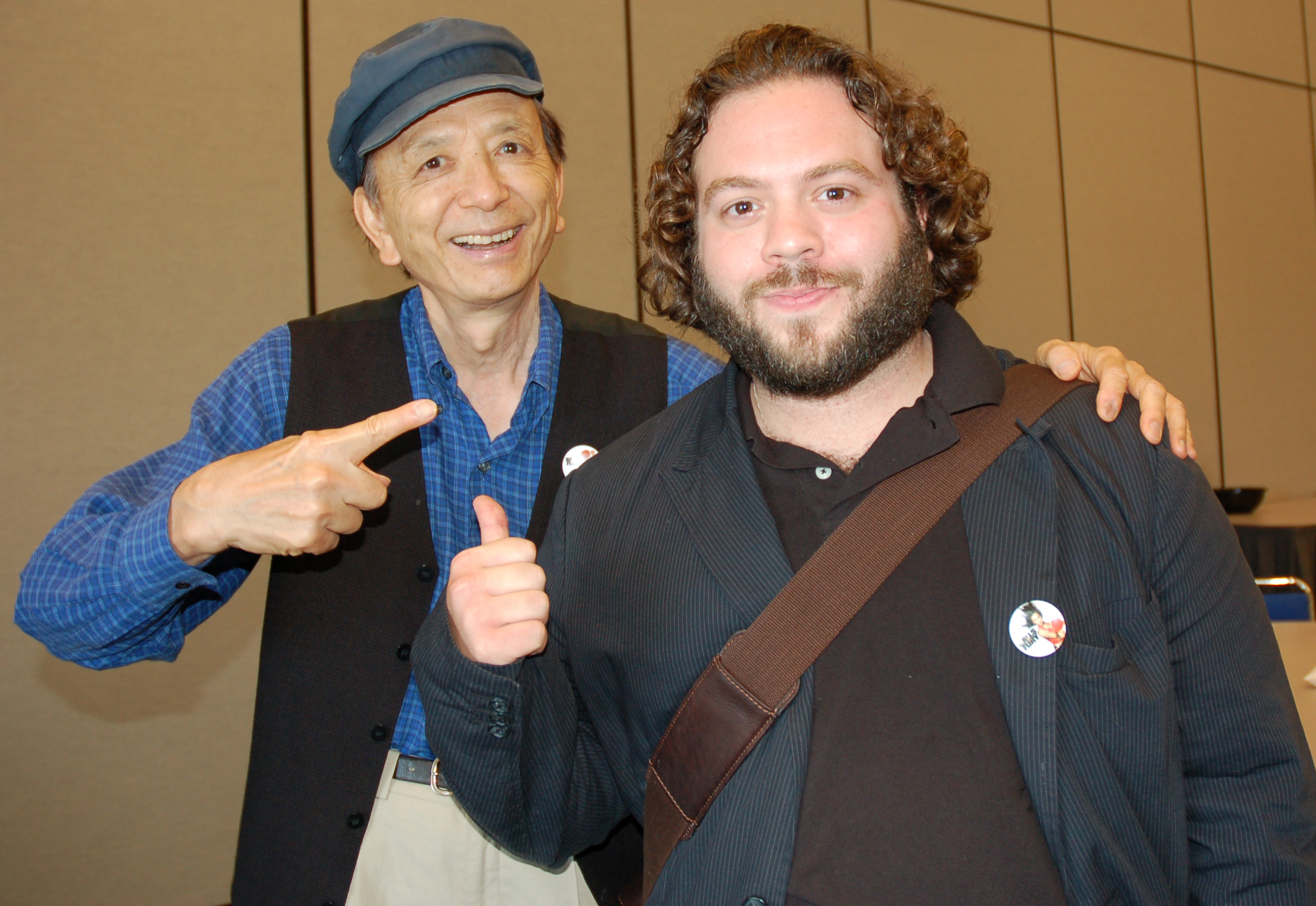
James Hong con Dan Fogler

- George Lopez como el agente Ernie Rodriguez.
- Maggie Q como Maggie Wong.
- Thomas Lennon como Karl Wolfschtagg
- Jason Scott Lee como Eddie
- Aisha Tyler como Mahogany
- Diedrich Bader como Gary.
- Cary-Hiroyuki Tagawa como asiático misterioso.
- Terry Crews como Freddy "Fingers" Wilson
- Kerri Kenney-Silver como Bethany.
- Patton Oswalt como The Hammer.
- David Koechner como Rick.
- Brandon Molale
- Brett DelBuono como Randy Daytona de joven.
- Jim Lampley como él mismo.
- Robert Patrick como el sargento Pete Daytona
- Masi Oka como Jeff.
- Justin Lopez como Wedge McDonald.
- La Na Shi como "The Dragon".
- Marisa Tayui como "Geisha".
- Nancy Davis como ella misma.